# Faauna
Faauna es un dúo argentino, pionero de la cumbia digital, integrado por Cristian Del Negro (Color Kit) y Estefi Spark.

## Historia
Faauna nace originalmente con el nombre de Fauna en la ciudad de Mendoza en el año 2003 de la mano de Cristian Del Negro y Federico Rodriguez, ambos amigos y productores de música electrónica, principalmente jungle y drum and bass. Siete años más tarde, a fines del año 2010 Federico fallece, y es reemplazado en el dúo por Arturo Gueglio (Zai).
Desde sus orígenes (2003) Fauna ha ido buscando ampliar sus horizontes y expandir sus límites musicales, empezaron a probar con mezclas de electrónica y cumbia, género estigmatizado en Argentina pero de indudable popularidad. Estas experiencias comienzan a definir un sonido original que los músicos denominan alternativamente como “cumbia de la jungla” o “drum & bass villero”.
Eventualmente, comienzan a trascender su Mendoza natal y empiezan a relacionarse con otros artistas en la misma sintonía como los Frikstailers o el DJ Villa Diamante. A partir de estos encuentros, y a través de las fiestas Zizek Urban Beat Club, es donde Fauna comienza a hacerse un nombre en la Ciudad de Buenos Aires. 
En 2008, con ZZK Records, editan su primer álbum “La manita de Fauna” y emprenden una gira por 14 países tocando en el Coachella y en el Festival de Roskilde, entre otros.
A partir de diversas colaboraciones con otros artistas y productores, el dúo comienza a experimentar con ritmos como el dancehall y el kuduro. En esa dirección, en 2011, publican “Manshines” segundo trabajo del grupo. Poco antes de ser editado y con el disco ya grabado, Federico Rodríguez fallece. Federico era el hijo del escritor Mario Rodríguez, más conocido como Silo, mítico fundador del Movimiento Humanista.
En 2015 Fauna cambia su nombre por Faauna y cierra un acuerdo con el sello Concepto Cero de cara a lo que será su tercer álbum de estudio “Psicodelia Cosa Seria”, que incluye diferentes colaboradores y la producción artística de El Chávez.
El 5 de junio presentaron el disco en la sala N8, de Mendoza.
En 2018 Estefi Spark, quien participara como bailarina en los shows, reemplaza a Arturo Gueglio.

## Discografía

### Álbumes
- La manita de Fauna (ZZK Records, 2008)
- Manshines (ZZK Records, 2011)
- Psicodelia cosa seria (Concepto Cero, 2015)
- Tropicalypsis Now (Hawaii Bonsaï, 2020)

### Remixes
- Manshines Remixes(ZZK Records, 2012)

### EP
- All Plato (2013)

### Sencillos
- "San Pedro" (Concepto Cero, 2015)